# I liga argentyńska w piłce nożnej (1921)
W roku 1921 Argentyna miała dwóch mistrzów w rozgrywkach organizowanych przez dwie konkurencyjne federacje piłkarskie.
Mistrzem Argentyny w ramach rozgrywek organizowanych przez federację piłkarską Asociación Argentina de Football został klub CA Huracán, natomiast tytuł wicemistrza Argentyny zdobył klub Del Plata Buenos Aires.
Mistrzem Argentyny w ramach rozgrywek organizowanych przez federację piłkarską Asociación Amateurs de Football został klub Racing Club de Avellaneda, natomiast tytuł wicemistrza Argentyny zdobył klub River Plate.

## Primera División – Asociación Argentina de Football
Mistrzem Argentyny w roku 1921 w ramach rozgrywek organizowanych przez federację piłkarską Asociación Argentina de Football został klub CA Huracán, natomiast tytuł wicemistrza Argentyny zdobył klub Del Plata Buenos Aires. Do ligi awansowało aż 6 klubów – Argentinos Juniors, CA Alvear, Sportivo Dock Sud, Boca Alumni Buenos Aires, San Fernando Buenos Aires i Club Progresista. Ponieważ nikt nie spadł liga powiększyła się z 11 do 17 klubów.
Klub CA Platense po rozegraniu sześciu meczów został wycofany z rozgrywek, a mecze z jego udziałem anulowano.

### Kolejka 1
| Data             | Mecz                                                  |
| ---------------- | ----------------------------------------------------- |
| 10 kwietnia 1921 | Club El Porvenir – Sportivo Barracas Buenos Aires 1:1 |
| 10 kwietnia 1921 | Del Plata Buenos Aires – Porteño Buenos Aires 2:0     |

### Kolejka 2
| Data             | Mecz                                                        |
| ---------------- | ----------------------------------------------------------- |
| 17 kwietnia 1921 | CA Huracán – Porteño Buenos Aires 4:0                       |
| 17 kwietnia 1921 | Sportivo del Norte Buenos Aires – Estudiantes La Plata 4:1  |
| 17 kwietnia 1921 | Club El Porvenir – Nueva Chicago Buenos Aires 2:1           |
| 17 kwietnia 1921 | Del Plata Buenos Aires – Sportivo Barracas Buenos Aires 2:0 |

### Kolejka 3
| Data             | Mecz                                                      |
| ---------------- | --------------------------------------------------------- |
| 25 kwietnia 1921 | Club El Porvenir – Sportivo del Norte Buenos Aires 2:2    |
| 25 kwietnia 1921 | CA Huracán – CS Palermo 3:0                               |
| 25 kwietnia 1921 | Sportivo Barracas Buenos Aires – Porteño Buenos Aires 2:1 |
| 25 kwietnia 1921 | Nueva Chicago Buenos Aires – Boca Juniors 0:0             |
| 25 kwietnia 1921 | Estudiantes La Plata – Del Plata Buenos Aires 0:2         |

### Kolejka 4
| Data        | Mecz                                             |
| ----------- | ------------------------------------------------ |
| 8 maja 1921 | CA Huracán – Sportivo del Norte Buenos Aires 1:1 |
| 8 maja 1921 | Boca Juniors – Del Plata Buenos Aires 1:1        |
| 8 maja 1921 | CS Palermo – Sportivo Barracas Buenos Aires 1:1  |
| 8 maja 1921 | Club El Porvenir – Estudiantes La Plata 0:1      |

### Kolejka 5
| Data         | Mecz                                                                 |
| ------------ | -------------------------------------------------------------------- |
| 15 maja 1921 | Porteño Buenos Aires – Nueva Chicago Buenos Aires 0:0                |
| 15 maja 1921 | Sportivo Barracas Buenos Aires – Sportivo del Norte Buenos Aires 0:0 |
| 15 maja 1921 | Estudiantes La Plata – Boca Juniors 0:1                              |
| 15 maja 1921 | Del Plata Buenos Aires – CA Huracán 2:3                              |
| 15 maja 1921 | CS Palermo – Club El Porvenir 0:3                                    |

### Kolejka 6
| Data         | Mecz                                                                 |
| ------------ | -------------------------------------------------------------------- |
| 22 maja 1921 | Boca Juniors – Porteño Buenos Aires 2:0                              |
| 22 maja 1921 | Sportivo del Norte Buenos Aires – Sportivo Barracas Buenos Aires 3:1 |
| 22 maja 1921 | Sportivo Barracas Buenos Aires – Estudiantes La Plata 4:2            |
| 22 maja 1921 | Del Plata Buenos Aires – Club El Porvenir 3:0                        |
| 22 maja 1921 | Nueva Chicago Buenos Aires – CA Huracán 1:0 Villagra                 |

### Kolejka 7
| Data         | Mecz                                                       |
| ------------ | ---------------------------------------------------------- |
| 29 maja 1921 | Sportivo Barracas Buenos Aires – Boca Juniors 2:1          |
| 29 maja 1921 | CA Huracán – Club El Porvenir 1:1                          |
| 29 maja 1921 | Nueva Chicago Buenos Aires – Estudiantes La Plata 0:1      |
| 29 maja 1921 | Porteño Buenos Aires – Sportivo del Norte Buenos Aires 2:2 |

### Kolejka 8
| Data           | Mecz                                                            |
| -------------- | --------------------------------------------------------------- |
| 5 czerwca 1921 | Porteño Buenos Aires – Club El Porvenir 0:1                     |
| 5 czerwca 1921 | CS Palermo – Estudiantes La Plata 3:2                           |
| 5 czerwca 1921 | Sportivo Barracas Buenos Aires – Nueva Chicago Buenos Aires 1:1 |
| 5 czerwca 1921 | Boca Juniors – CA Huracán 2:2                                   |
| 5 czerwca 1921 | Sportivo del Norte Buenos Aires – Del Plata Buenos Aires 1:1    |

### Kolejka 9
| Data            | Mecz                                                             |
| --------------- | ---------------------------------------------------------------- |
| 12 czerwca 1921 | Sportivo Barracas Buenos Aires – CA Huracán 1:7                  |
| 12 czerwca 1921 | CS Palermo – Boca Juniors 0:1                                    |
| 12 czerwca 1921 | Nueva Chicago Buenos Aires – Sportivo del Norte Buenos Aires 1:1 |
| 12 czerwca 1921 | Porteño Buenos Aires – Estudiantes La Plata 1:2                  |

### Kolejka 10
| Data            | Mecz                                                    |
| --------------- | ------------------------------------------------------- |
| 26 czerwca 1921 | Nueva Chicago Buenos Aires – Del Plata Buenos Aires 1:1 |
| 26 czerwca 1921 | Estudiantes La Plata – CA Huracán 2:3                   |
| 26 czerwca 1921 | CS Palermo – Porteño Buenos Aires 1:1                   |
| 26 czerwca 1921 | Boca Juniors – Club El Porvenir 2:1                     |

### Kolejka 11
| Data         | Mecz                                                        |
| ------------ | ----------------------------------------------------------- |
| 3 lipca 1921 | Sportivo Barracas Buenos Aires – Del Plata Buenos Aires 0:1 |
| 3 lipca 1921 | Boca Juniors – Sportivo del Norte Buenos Aires 5:1          |
| 3 lipca 1921 | Estudiantes La Plata – Club El Porvenir 1:1                 |
| 3 lipca 1921 | Nueva Chicago Buenos Aires – CS Palermo 1:0                 |
| 3 lipca 1921 | Porteño Buenos Aires – CA Huracán 1:5                       |

### Kolejka 12
| Data          | Mecz                                                  |
| ------------- | ----------------------------------------------------- |
| 10 lipca 1921 | Boca Juniors – Del Plata Buenos Aires 0:0             |
| 10 lipca 1921 | Porteño Buenos Aires – Nueva Chicago Buenos Aires 0:0 |
| 10 lipca 1921 | Sportivo Barracas Buenos Aires – Club El Porvenir 1:2 |

### Kolejka 13
| Data          | Mecz                                                      |
| ------------- | --------------------------------------------------------- |
| 17 lipca 1921 | CA Huracán – Club El Porvenir 6:1                         |
| 17 lipca 1921 | Sportivo Barracas Buenos Aires – Porteño Buenos Aires 2:1 |
| 17 lipca 1921 | Nueva Chicago Buenos Aires – Estudiantes La Plata 0:0     |
| 17 lipca 1921 | CS Palermo – Sportivo del Norte Buenos Aires 0:0          |
| 17 lipca 1921 | Boca Juniors – CA Platense 1:1 mecz anulowano             |

### Kolejka 14
| Data          | Mecz                                                         |
| ------------- | ------------------------------------------------------------ |
| 31 lipca 1921 | Del Plata Buenos Aires – Sportivo del Norte Buenos Aires 2:1 |
| 31 lipca 1921 | Sportivo Barracas Buenos Aires – CS Palermo 3:1              |
| 31 lipca 1921 | CA Huracán – Nueva Chicago Buenos Aires 2:1                  |
| 31 lipca 1921 | Boca Juniors – Estudiantes La Plata 4:2                      |

### Kolejka 15
| Data            | Mecz                                                                          |
| --------------- | ----------------------------------------------------------------------------- |
| 7 sierpnia 1921 | CA Huracán – Sportivo del Norte Buenos Aires 3:0                              |
| 7 sierpnia 1921 | Porteño Buenos Aires – Del Plata Buenos Aires 0:1                             |
| 7 sierpnia 1921 | Estudiantes La Plata – Sportivo Barracas Buenos Aires 2:1                     |
| 7 sierpnia 1921 | Boca Juniors – CS Palermo 1:0                                                 |
| 7 sierpnia 1921 | Club El Porvenir – Nueva Chicago Buenos Aires 0:0 mecz przerwano w 65 minucie |

### Kolejka 16
| Data             | Mecz                                                                 |
| ---------------- | -------------------------------------------------------------------- |
| 14 sierpnia 1921 | Sportivo Barracas Buenos Aires – Sportivo del Norte Buenos Aires 0:1 |
| 14 sierpnia 1921 | Club El Porvenir – CA Platense 4:2 mecz anulowano                    |
| 14 sierpnia 1921 | CA Huracán – Estudiantes La Plata 4:0                                |
| 14 sierpnia 1921 | Boca Juniors – Porteño Buenos Aires 2:1                              |

### Kolejka 17
| Data             | Mecz                                                  |
| ---------------- | ----------------------------------------------------- |
| 21 sierpnia 1921 | Nueva Chicago Buenos Aires – CS Palermo 3:0           |
| 21 sierpnia 1921 | Porteño Buenos Aires – CA Platense 2:1 mecz anulowano |

### Kolejka 18
| Data            | Mecz                                                             |
| --------------- | ---------------------------------------------------------------- |
| 4 września 1921 | Boca Juniors – Sportivo Barracas Buenos Aires 2:0                |
| 4 września 1921 | CS Palermo – CA Huracán 1:2                                      |
| 4 września 1921 | Del Plata Buenos Aires – Nueva Chicago Buenos Aires 1:0          |
| 4 września 1921 | Estudiantes La Plata – Porteño Buenos Aires 1:1                  |
| 4 września 1921 | Sportivo del Norte Buenos Aires – CA Platense 0:1 mecz anulowano |

### Kolejka 19
| Data             | Mecz                                                            |
| ---------------- | --------------------------------------------------------------- |
| 6 listopada 1921 | Nueva Chicago Buenos Aires – Sportivo Barracas Buenos Aires 2:1 |
| 6 listopada 1921 | Porteño Buenos Aires – CA Platense 2:0 mecz anulowano           |
| 6 listopada 1921 | Club El Porvenir – CS Palermo 0:0                               |
| 6 listopada 1921 | Boca Juniors – Sportivo del Norte Buenos Aires 3:0              |
| 6 listopada 1921 | Del Plata Buenos Aires – Estudiantes La Plata 3:0               |

### Kolejka 20
| Data              | Mecz                                            |
| ----------------- | ----------------------------------------------- |
| 27 listopada 1921 | Sportivo Barracas Buenos Aires – CA Huracán 1:3 |

### Kolejka 21
| Data           | Mecz                                        |
| -------------- | ------------------------------------------- |
| 4 grudnia 1921 | CS Palermo – CA Platense 4:0 mecz anulowano |
| 4 grudnia 1921 | CA Huracán – Del Plata Buenos Aires 3:0     |
| 4 grudnia 1921 | Boca Juniors – Club El Porvenir 2:2         |

### Kolejka 22
| Data            | Mecz                                                                               |
| --------------- | ---------------------------------------------------------------------------------- |
| 11 grudnia 1921 | Boca Juniors – Nueva Chicago Buenos Aires 1:2                                      |
| 11 grudnia 1921 | Estudiantes La Plata – CS Palermo 0:2                                              |
| 11 grudnia 1921 | Sportivo Barracas Buenos Aires – CA Platense 1:1 mecz anulowano                    |
| 11 grudnia 1921 | Sportivo del Norte Buenos Aires – Club El Porvenir 0:0 mecz przerwany w 45 minucie |

### Kolejka 23
| Data            | Mecz                                        |
| --------------- | ------------------------------------------- |
| 18 grudnia 1921 | CA Huracán – CA Platense 4:0 mecz anulowano |
| 18 grudnia 1921 | CS Palermo – Del Plata Buenos Aires 1:3     |

### Kolejka 24
| Data            | Mecz                                                             |
| --------------- | ---------------------------------------------------------------- |
| 8 stycznia 1922 | CA Huracán – Boca Juniors 2:0                                    |
| 8 stycznia 1922 | Del Plata Buenos Aires – CS Palermo 2:0                          |
| 8 stycznia 1922 | Club El Porvenir – Del Plata Buenos Aires 0:3                    |
| 8 stycznia 1922 | Club El Porvenir – Porteño Buenos Aires 1:0                      |
| 8 stycznia 1922 | Nueva Chicago Buenos Aires – CA Huracán 1:0                      |
| 8 stycznia 1922 | Porteño Buenos Aires – CS Palermo 1:2                            |
| 8 stycznia 1922 | Sportivo del Norte Buenos Aires – Nueva Chicago Buenos Aires 1:1 |
| 8 stycznia 1922 | Sportivo del Norte Buenos Aires – CS Palermo 3:1                 |

### Mecze z nieznaną datą
| Mecz                                                                                   |
| -------------------------------------------------------------------------------------- |
| Del Plata Buenos Aires – CS Palermo 2:0                                                |
| Club El Porvenir – Del Plata Buenos Aires 0:3                                          |
| Club El Porvenir – Porteño Buenos Aires 1:0                                            |
| Estudiantes La Plata – Sportivo del Norte Buenos Aires walkower dla Estudiantes        |
| Porteño Buenos Aires – CS Palermo 1:2                                                  |
| Sportivo del Norte Buenos Aires – Nueva Chicago Buenos Aires 1:1                       |
| Sportivo del Norte Buenos Aires – Porteño Buenos Aires walkower dla Sportivo del Norte |
| Sportivo del Norte Buenos Aires – CS Palermo 3:1                                       |

### Końcowa tabela sezonu 1921 ligi Asociación Argentina de Football
| Poz | Klub                            | Mecze | Zw | Rem | Por | Pkt | BrZd | BrStr |
| --- | ------------------------------- | ----- | -- | --- | --- | --- | ---- | ----- |
| 1   | CA Huracán                      | 18    | 14 | 3   | 1   | 31  | 54   | 15    |
| 2   | Del Plata Buenos Aires          | 18    | 12 | 4   | 2   | 28  | 27   | 11    |
| 3   | Boca Juniors                    | 18    | 10 | 5   | 3   | 25  | 30   | 17    |
| 4   | Nueva Chicago Buenos Aires      | 18    | 6  | 7   | 5   | 19  | 13   | 12    |
| 5   | Club El Porvenir                | 18    | 6  | 7   | 5   | 19  | 17   | 22    |
| 6   | Sportivo del Norte Buenos Aires | 18    | 4  | 8   | 6   | 16  | 17   | 22    |
| 7   | Sportivo Barracas Buenos Aires  | 18    | 5  | 4   | 9   | 14  | 22   | 31    |
| 8   | Estudiantes La Plata            | 18    | 5  | 3   | 10  | 13  | 17   | 34    |
| 9   | CS Palermo                      | 18    | 3  | 4   | 11  | 10  | 14   | 28    |
| 10  | Porteño Buenos Aires            | 18    | 0  | 5   | 13  | 5   | 10   | 29    |

## Primera División – Asociación Amateurs de Football
Mistrzem Argentyny w roku 1921 w ramach rozgrywek organizowanych przez federację piłkarską Asociación Amateurs de Football został klub Racing Club de Avellaneda, natomiast tytuł wicemistrza Argentyny zdobył klub River Plate. Do pierwszej ligi dołączył klub Palermo Buenos Aires, który w połowie poprzedniego sezonu wycofał się z rozgrywek federacji Asociación Argentina de Football. Ponieważ nikt nie spadł liga powiększyła się z 20 do 21 klubów.

### Kolejka 1
| Data            | Mecz |
| --------------- | --- |
| 3 kwietnia 1921 | General Mitre Buenos Aires – River Plate 1:1 mecz anulowano                                              |
| 3 kwietnia 1921 | Independiente – Racing Club de Avellaneda 0:1 mecz przerwany w 45 minucie – dokończony 3 lipca 1921 roku |

### Kolejka 2
| Data             | Mecz                                                                               |
| ---------------- | ---------------------------------------------------------------------------------- |
| 10 kwietnia 1921 | Club Atlético Lanús – Independiente 1:2 Raggi – Ronzoni, Seoane                    |
| 10 kwietnia 1921 | Estudiantil Porteño Buenos Aires – Gimnasia y Esgrima La Plata 3:5                 |
| 10 kwietnia 1921 | Ferro Carril Oeste – San Lorenzo de Almagro 0:3                                    |
| 10 kwietnia 1921 | Racing Club de Avellaneda – Defensores de Belgrano Buenos Aires 1:0 N. Perinetti k |
| 10 kwietnia 1921 | CA Platense – CA Tigre 1:1                                                         |
| 10 kwietnia 1921 | Atlanta Buenos Aires – Sportivo Almagro Buenos Aires 2:0                           |
| 10 kwietnia 1921 | San Isidro Buenos Aires – CA Vélez Sarsfield 0:5                                   |
| 10 kwietnia 1921 | Barracas Central Buenos Aires – CA Estudiantes 2:1                                 |
| 10 kwietnia 1921 | Quilmes Athletic Buenos Aires – General Mitre Buenos Aires 3:2 mecz anulowano      |

### Kolejka 3
| Data             | Mecz                                                                                           |
| ---------------- | ---------------------------------------------------------------------------------------------- |
| 17 kwietnia 1921 | Independiente – River Plate 3:1 Seoane, Canaveri, Serramía – Rofrano                           |
| 17 kwietnia 1921 | San Lorenzo de Almagro – Barracas Central Buenos Aires 4:2                                     |
| 17 kwietnia 1921 | Estudiantil Porteño Buenos Aires – Sportivo Almagro Buenos Aires 3:2                           |
| 17 kwietnia 1921 | CA Tigre – Racing Club de Avellaneda 0:1 A. Zabaleta                                           |
| 17 kwietnia 1921 | Gimnasia y Esgrima La Plata – Quilmes Athletic Buenos Aires 4:1                                |
| 17 kwietnia 1921 | Defensores de Belgrano Buenos Aires – Atlanta Buenos Aires 2:0                                 |
| 17 kwietnia 1921 | San Isidro Buenos Aires – Sportivo Buenos Aires 3:2                                            |
| 17 kwietnia 1921 | CA Estudiantes – Club Atlético Lanús 1:4 L. Comolli – J. Danielli (2), J. Raggi, A. Saccarello |
| 17 kwietnia 1921 | CA Vélez Sarsfield – CA Platense 3:0                                                           |
| 17 kwietnia 1921 | Ferro Carril Oeste – General Mitre Buenos Aires 0:0 mecz anulowano                             |

### Kolejka 4
| Data             | Mecz                                                                                   |
| ---------------- | -------------------------------------------------------------------------------------- |
| 24 kwietnia 1921 | Atlanta Buenos Aires – CA Vélez Sarsfield 0:2                                          |
| 24 kwietnia 1921 | Barracas Central Buenos Aires – Gimnasia y Esgrima La Plata 3:0                        |
| 24 kwietnia 1921 | Racing Club de Avellaneda – Sportivo Buenos Aires 3:0 Marcovecchio, Hospital, Zabaleta |
| 24 kwietnia 1921 | Ferro Carril Oeste – Sportivo Almagro Buenos Aires 0:2                                 |
| 24 kwietnia 1921 | Quilmes Athletic Buenos Aires – Defensores de Belgrano Buenos Aires 0:1                |
| 24 kwietnia 1921 | Club Atlético Lanús – General Mitre Buenos Aires 1:1 mecz anulowano                    |
| 24 kwietnia 1921 | Estudiantil Porteño Buenos Aires – CA Tigre 1:1                                        |
| 24 kwietnia 1921 | River Plate – San Lorenzo de Almagro 1:1 Alzúa – ?                                     |
| 24 kwietnia 1921 | San Isidro Buenos Aires – CA Estudiantes 0:1                                           |
| 24 kwietnia 1921 | CA Platense – Independiente 2:0 E. Goin (2)                                            |

### Kolejka 5
| Data        | Mecz                                                                                               |
| ----------- | -------------------------------------------------------------------------------------------------- |
| 1 maja 1921 | Gimnasia y Esgrima La Plata – Racing Club de Avellaneda 0:3 A. Marcovecchio, P. Ochoa, A. Zabaleta |
| 1 maja 1921 | CA Tigre – River Plate 1:0                                                                         |
| 1 maja 1921 | San Lorenzo de Almagro – Estudiantil Porteño Buenos Aires 1:0                                      |
| 1 maja 1921 | CA Vélez Sarsfield – Club Atlético Lanús 3:0 J. L. Boffi, H. Bassadone, A. Perri                   |
| 1 maja 1921 | CA Banfield – Sportivo Buenos Aires 3:0                                                            |
| 1 maja 1921 | Sportivo Almagro Buenos Aires – CA Platense 3:0                                                    |
| 1 maja 1921 | Defensores de Belgrano Buenos Aires – San Isidro Buenos Aires 2:0                                  |
| 1 maja 1921 | General Mitre Buenos Aires – Atlanta Buenos Aires 1:2 mecz anulowano                               |
| 1 maja 1921 | CA Estudiantes – Quilmes Athletic Buenos Aires 1:0                                                 |

### Kolejka 6
| Data        | Mecz                                                                              |
| ----------- | --------------------------------------------------------------------------------- |
| 5 maja 1921 | Racing Club de Avellaneda – San Lorenzo de Almagro 1:0 A. Zabaleta                |
| 5 maja 1921 | Estudiantil Porteño Buenos Aires – Independiente 1:0 Gianella                     |
| 5 maja 1921 | San Isidro Buenos Aires – Gimnasia y Esgrima La Plata 2:3                         |
| 5 maja 1921 | Quilmes Athletic Buenos Aires – Sportivo Buenos Aires 0:0                         |
| 5 maja 1921 | CA Estudiantes – CA Banfield 0:2                                                  |
| 5 maja 1921 | Ferro Carril Oeste – CA Vélez Sarsfield 0:6                                       |
| 5 maja 1921 | River Plate – Sportivo Almagro Buenos Aires 3:0 Candido García, Medone, Lucarelli |
| 5 maja 1921 | Barracas Central Buenos Aires – CA Tigre 3:1                                      |
| 5 maja 1921 | Club Atlético Lanús – Defensores de Belgrano Buenos Aires 0:1 Caldas              |
| 5 maja 1921 | General Mitre Buenos Aires – CA Platense 3:0 mecz anulowano                       |

### Kolejka 7
| Data        | Mecz                                                                               |
| ----------- | ---------------------------------------------------------------------------------- |
| 8 maja 1921 | Independiente – Atlanta Buenos Aires 2:0 Serramía, Seoane                          |
| 8 maja 1921 | Sportivo Buenos Aires – Estudiantil Porteño Buenos Aires 0:0                       |
| 8 maja 1921 | CA Estudiantes – Racing Club de Avellaneda 0:4 Zabaleta (2), Croce k, Marcovecchio |
| 8 maja 1921 | Sportivo Almagro Buenos Aires – Club Atlético Lanús 1:0 Rojas                      |
| 8 maja 1921 | CA Vélez Sarsfield – Quilmes Athletic Buenos Aires 4:1                             |
| 8 maja 1921 | General Mitre Buenos Aires – CA Banfield 1:0 mecz anulowano                        |
| 8 maja 1921 | Gimnasia y Esgrima La Plata – River Plate 2:0                                      |
| 8 maja 1921 | San Lorenzo de Almagro – CA Platense 2:1                                           |
| 8 maja 1921 | CA Tigre – Ferro Carril Oeste 5:1                                                  |
| 8 maja 1921 | Defensores de Belgrano Buenos Aires – Barracas Central Buenos Aires 1:1            |

### Kolejka 8
| Data         | Mecz                                                                             |
| ------------ | -------------------------------------------------------------------------------- |
| 15 maja 1921 | Racing Club de Avellaneda – Sportivo Almagro Buenos Aires 1:1 P. Ochoa – C. Adet |
| 15 maja 1921 | Atlanta Buenos Aires – Gimnasia y Esgrima La Plata 1:2                           |
| 15 maja 1921 | Estudiantil Porteño Buenos Aires – CA Banfield 1:0                               |
| 15 maja 1921 | Barracas Central Buenos Aires – Independiente 1:0 D. Cattáneo                    |
| 15 maja 1921 | Club Atlético Lanús – Sportivo Buenos Aires 1:2 F. Pisa – J. Evaristo, G. Calvo  |
| 15 maja 1921 | CA Platense – Defensores de Belgrano Buenos Aires 0:0                            |
| 15 maja 1921 | San Isidro Buenos Aires – CA Tigre 2:1                                           |
| 15 maja 1921 | Quilmes Athletic Buenos Aires – San Lorenzo de Almagro 0:0                       |
| 15 maja 1921 | River Plate – CA Vélez Sarsfield 0:0                                             |
| 15 maja 1921 | Ferro Carril Oeste – CA Estudiantes 0:0                                          |

### Kolejka 9
| Data         | Mecz                                                                              |
| ------------ | --------------------------------------------------------------------------------- |
| 22 maja 1921 | CA Vélez Sarsfield – Racing Club de Avellaneda 0:2 Zabaleta, Perinetti            |
| 22 maja 1921 | San Lorenzo de Almagro – CA Banfield 2:0                                          |
| 22 maja 1921 | General Mitre Buenos Aires – Barracas Central Buenos Aires 0:1 mecz anulowano     |
| 22 maja 1921 | Sportivo Buenos Aires – CA Platense 3:5                                           |
| 22 maja 1921 | CA Tigre – Atlanta Buenos Aires 1:1                                               |
| 22 maja 1921 | Independiente – San Isidro Buenos Aires 2:1 Reparaz s, Seoane – Gutiérrez Plummer |
| 22 maja 1921 | CA Estudiantes – River Plate 1:2 ? – Cándido García, Alzúa                        |
| 22 maja 1921 | Estudiantil Porteño Buenos Aires – Defensores de Belgrano Buenos Aires 0:1        |
| 22 maja 1921 | Gimnasia y Esgrima La Plata – Ferro Carril Oeste 6:1                              |
| 22 maja 1921 | Quilmes Athletic Buenos Aires – Sportivo Almagro Buenos Aires 2:1                 |

### Kolejka 10
| Data         | Mecz                                                              |
| ------------ | ----------------------------------------------------------------- |
| 26 maja 1921 | San Isidro Buenos Aires – Estudiantil Porteño Buenos Aires 1:0    |
| 26 maja 1921 | Sportivo Buenos Aires – Atlanta Buenos Aires 1:3                  |
| 26 maja 1921 | Sportivo Almagro Buenos Aires – Barracas Central Buenos Aires 1:2 |
| 26 maja 1921 | CA Banfield – Club Atlético Lanús 2:2                             |

### Kolejka 11
| Data         | Mecz                                                                                            |
| ------------ | ----------------------------------------------------------------------------------------------- |
| 29 maja 1921 | Sportivo Almagro Buenos Aires – CA Vélez Sarsfield 1:0                                          |
| 29 maja 1921 | CA Estudiantes – Gimnasia y Esgrima La Plata 0:1                                                |
| 29 maja 1921 | Barracas Central Buenos Aires – Estudiantil Porteño Buenos Aires 4:1                            |
| 29 maja 1921 | General Mitre Buenos Aires – Defensores de Belgrano Buenos Aires 0:1 mecz anulowano             |
| 29 maja 1921 | CA Banfield – Independiente 1:2 Pambrín – Seoane (2)                                            |
| 29 maja 1921 | CA Platense – Club Atlético Lanús 3:0 Balmaceda, Goin, Duarte                                   |
| 29 maja 1921 | San Lorenzo de Almagro – Sportivo Buenos Aires 2:0                                              |
| 29 maja 1921 | Atlanta Buenos Aires – San Isidro Buenos Aires 1:0                                              |
| 29 maja 1921 | River Plate – Ferro Carril Oeste 4:0 Ortelli, Lucarelli, Alzúa, Cándido García                  |
| 29 maja 1921 | Racing Club de Avellaneda – Quilmes Athletic Buenos Aires 2:2 Barreto, Zabaleta – Cabana, Brown |

### Kolejka 12
| Data           | Mecz                                                                                 |
| -------------- | ------------------------------------------------------------------------------------ |
| 5 czerwca 1921 | Racing Club de Avellaneda – CA Banfield 2:0 Ochoa, Marcovecchio                      |
| 5 czerwca 1921 | CA Vélez Sarsfield – Sportivo Buenos Aires 1:1                                       |
| 5 czerwca 1921 | San Isidro Buenos Aires – River Plate 0:1 Arroyuelo                                  |
| 5 czerwca 1921 | Independiente – CA Estudiantes 6:0 Seoane (2), Peruilh, López, Orsi, Canaveri        |
| 5 czerwca 1921 | Gimnasia y Esgrima La Plata – Sportivo Almagro Buenos Aires 2:0                      |
| 5 czerwca 1921 | Defensores de Belgrano Buenos Aires – CA Tigre 1:1                                   |
| 5 czerwca 1921 | Club Atlético Lanús – Barracas Central Buenos Aires 2:2 Pisa (2) – Mantegazza, Passi |
| 5 czerwca 1921 | Ferro Carril Oeste – Quilmes Athletic Buenos Aires 1:1                               |
| 5 czerwca 1921 | San Lorenzo de Almagro – General Mitre Buenos Aires 2:0 mecz anulowano               |
| 5 czerwca 1921 | Estudiantil Porteño Buenos Aires – Atlanta Buenos Aires 0:2                          |

### Kolejka 13
| Data            | Mecz                                                              |
| --------------- | ----------------------------------------------------------------- |
| 12 czerwca 1921 | CA Tigre – Gimnasia y Esgrima La Plata 1:3                        |
| 12 czerwca 1921 | Sportivo Buenos Aires – Ferro Carril Oeste 2:1                    |
| 12 czerwca 1921 | River Plate – Racing Club de Avellaneda 0:2 Zabaleta (2)          |
| 12 czerwca 1921 | CA Estudiantes – CA Vélez Sarsfield 0:0                           |
| 12 czerwca 1921 | San Lorenzo de Almagro – Sportivo Almagro Buenos Aires 1:0        |
| 12 czerwca 1921 | CA Banfield – Atlanta Buenos Aires 1:1                            |
| 12 czerwca 1921 | Barracas Central Buenos Aires – San Isidro Buenos Aires 3:0       |
| 12 czerwca 1921 | CA Platense – Estudiantil Porteño Buenos Aires 1:0                |
| 12 czerwca 1921 | Independiente – General Mitre Buenos Aires 2:1 mecz anulowano     |
| 12 czerwca 1921 | Quilmes Athletic Buenos Aires – Club Atlético Lanús 2:0 Lucco (2) |

### Kolejka 14
| Data            | Mecz                                                                                        |
| --------------- | ------------------------------------------------------------------------------------------- |
| 19 czerwca 1921 | Racing Club de Avellaneda – Barracas Central Buenos Aires 3:0 A. Zabaleta, P. Ochoa, P. Rey |
| 19 czerwca 1921 | San Lorenzo de Almagro – CA Tigre 4:0                                                       |
| 19 czerwca 1921 | Gimnasia y Esgrima La Plata – Sportivo Buenos Aires 1:0                                     |
| 19 czerwca 1921 | Estudiantil Porteño Buenos Aires – River Plate 0:1 Cándido García                           |
| 19 czerwca 1921 | Ferro Carril Oeste – CA Platense 2:5                                                        |
| 19 czerwca 1921 | Independiente – Sportivo Almagro Buenos Aires 6:0 López, Recanatini, Seoane (2), Benzi (2)  |
| 19 czerwca 1921 | CA Vélez Sarsfield – General Mitre Buenos Aires 1:0 mecz anulowano                          |
| 19 czerwca 1921 | Defensores de Belgrano Buenos Aires – CA Banfield 1:0                                       |
| 19 czerwca 1921 | Club Atlético Lanús – Atlanta Buenos Aires 1:2 H. Soracco – J. Laiolo, O. Alfieri           |
| 19 czerwca 1921 | San Isidro Buenos Aires – Quilmes Athletic Buenos Aires 1:1                                 |

### Kolejka 15
| Data            | Mecz |
| --------------- | --- |
| 26 czerwca 1921 | Atlanta Buenos Aires – Racing Club de Avellaneda 2:4 N. Iriarte, O. Alfieri – A. Zabaleta, J. Hospital, A. Rey, N. Perinetti |
| 26 czerwca 1921 | San Lorenzo de Almagro – CA Estudiantes 2:1                                                                                  |
| 26 czerwca 1921 | Sportivo Buenos Aires – Independiente 2:4 S. Alvarez (2) – M. Seoane (2), M. López, R. Orsi                                  |
| 26 czerwca 1921 | CA Banfield – Quilmes Athletic Buenos Aires 2:1                                                                              |
| 26 czerwca 1921 | CA Platense – San Isidro Buenos Aires 5:0                                                                                    |
| 26 czerwca 1921 | River Plate – Club Atlético Lanús 4:0 H. Simmons, I. Alzúa, F. Lucarelli, ?                                                  |
| 26 czerwca 1921 | Sportivo Almagro Buenos Aires – Defensores de Belgrano Buenos Aires 4:1                                                      |

### Kolejka 16
| Data            | Mecz                                                                                             |
| --------------- | ------------------------------------------------------------------------------------------------ |
| 29 czerwca 1921 | Gimnasia y Esgrima La Plata – San Lorenzo de Almagro 1:4 Naón – Sintas, Carricaberry, Larmeu (2) |
| 29 czerwca 1921 | Independiente – Defensores de Belgrano Buenos Aires 0:0                                          |
| 29 czerwca 1921 | Sportivo Buenos Aires – CA Estudiantes 2:1                                                       |
| 29 czerwca 1921 | CA Tigre – General Mitre Buenos Aires 1:2 mecz anulowano                                         |
| 29 czerwca 1921 | San Isidro Buenos Aires – Club Atlético Lanús 1:2 Pérez – Danielli (2)                           |
| 29 czerwca 1921 | Ferro Carril Oeste – Racing Club de Avellaneda 0:3 Zabaleta, Sala, Ochoa                         |
| 29 czerwca 1921 | CA Banfield – River Plate 1:3 ? – Cándido García, Lucarelli, Cernich s                           |
| 29 czerwca 1921 | Quilmes Athletic Buenos Aires – Estudiantil Porteño Buenos Aires 2:1                             |
| 29 czerwca 1921 | Barracas Central Buenos Aires – CA Vélez Sarsfield 1:3                                           |

### Kolejka 17
| Data         | Mecz |
| ------------ | --- |
| 3 lipca 1921 | CA Estudiantes – Sportivo Almagro Buenos Aires 1:1                                                               |
| 3 lipca 1921 | Independiente – Racing Club de Avellaneda 1:1 E. Scoffano – C. Comaschi dokończenie meczu przerwanego 3 kwietnia |
| 3 lipca 1921 | Atlanta Buenos Aires – River Plate 1:0                                                                           |
| 3 lipca 1921 | San Isidro Buenos Aires – Ferro Carril Oeste 3:3                                                                 |
| 3 lipca 1921 | Barracas Central Buenos Aires – CA Platense 1:1                                                                  |
| 3 lipca 1921 | Defensores de Belgrano Buenos Aires – San Lorenzo de Almagro 1:0 Caldas                                          |
| 3 lipca 1921 | Club Atlético Lanús – Estudiantil Porteño Buenos Aires 1:0 A. Gentile                                            |
| 3 lipca 1921 | CA Tigre – Quilmes Athletic Buenos Aires 3:2                                                                     |
| 3 lipca 1921 | General Mitre Buenos Aires – Sportivo Buenos Aires 1:2 mecz anulowano                                            |
| 3 lipca 1921 | Gimnasia y Esgrima La Plata – CA Banfield 2:1                                                                    |

### Kolejka 18
| Data          | Mecz                                                                      |
| ------------- | ------------------------------------------------------------------------- |
| 10 lipca 1921 | Defensores de Belgrano Buenos Aires – River Plate 2:0                     |
| 10 lipca 1921 | Sportivo Buenos Aires – Barracas Central Buenos Aires 0:0                 |
| 10 lipca 1921 | Racing Club de Avellaneda – General Mitre Buenos Aires 3:0 mecz anulowano |
| 10 lipca 1921 | CA Vélez Sarsfield – CA Banfield 0:0                                      |
| 10 lipca 1921 | Quilmes Athletic Buenos Aires – Independiente 1:1 Lucco – Orsi            |
| 10 lipca 1921 | Club Atlético Lanús – CA Tigre 1:1 Pisa – Castro                          |
| 10 lipca 1921 | San Lorenzo de Almagro – Atlanta Buenos Aires 1:0                         |
| 10 lipca 1921 | CA Estudiantes – Estudiantil Porteño Buenos Aires 1:0                     |
| 10 lipca 1921 | CA Platense – Gimnasia y Esgrima La Plata 1:1                             |
| 10 lipca 1921 | San Isidro Buenos Aires – Sportivo Almagro Buenos Aires 3:0               |

### Kolejka 19
| Data          | Mecz                                                                             |
| ------------- | -------------------------------------------------------------------------------- |
| 17 lipca 1921 | CA Banfield – San Isidro Buenos Aires 4:1                                        |
| 17 lipca 1921 | Atlanta Buenos Aires – Quilmes Athletic Buenos Aires 1:0                         |
| 17 lipca 1921 | CA Estudiantes – CA Platense 1:0                                                 |
| 17 lipca 1921 | San Lorenzo de Almagro – Independiente 0:2 Tubio, Orsi                           |
| 17 lipca 1921 | Barracas Central Buenos Aires – River Plate 0:2 Lucarelli (2)                    |
| 17 lipca 1921 | Estudiantil Porteño Buenos Aires – Ferro Carril Oeste 1:2                        |
| 17 lipca 1921 | Defensores de Belgrano Buenos Aires – CA Vélez Sarsfield 0:0                     |
| 17 lipca 1921 | Gimnasia y Esgrima La Plata – Club Atlético Lanús 3:0 Iturrería, Caldera, Curell |
| 17 lipca 1921 | Sportivo Buenos Aires – CA Tigre 4:1                                             |

### Kolejka 20
| Data          | Mecz                                                                                 |
| ------------- | ------------------------------------------------------------------------------------ |
| 24 lipca 1921 | Independiente – CA Vélez Sarsfield 1:0 Seoane                                        |
| 24 lipca 1921 | Atlanta Buenos Aires – Ferro Carril Oeste 2:0                                        |
| 24 lipca 1921 | River Plate – General Mitre Buenos Aires 2:0 mecz anulowano                          |
| 24 lipca 1921 | Quilmes Athletic Buenos Aires – CA Platense 4:2                                      |
| 24 lipca 1921 | CA Banfield – Barracas Central Buenos Aires 0:3                                      |
| 24 lipca 1921 | CA Tigre – Sportivo Almagro Buenos Aires 5:0                                         |
| 24 lipca 1921 | San Lorenzo de Almagro – San Isidro Buenos Aires 2:0                                 |
| 24 lipca 1921 | Defensores de Belgrano Buenos Aires – CA Estudiantes 4:2                             |
| 24 lipca 1921 | Estudiantil Porteño Buenos Aires – Racing Club de Avellaneda 1:1 Gianella – Zabaleta |

### Kolejka 21
| Data          | Mecz                                                                                   |
| ------------- | -------------------------------------------------------------------------------------- |
| 31 lipca 1921 | Sportivo Almagro Buenos Aires – Sportivo Buenos Aires 2:0                              |
| 31 lipca 1921 | CA Vélez Sarsfield – Estudiantil Porteño Buenos Aires 0:3                              |
| 31 lipca 1921 | River Plate – Quilmes Athletic Buenos Aires 1:1 Lucarelli k – ?                        |
| 31 lipca 1921 | CA Platense – CA Banfield 2:1                                                          |
| 31 lipca 1921 | Atlanta Buenos Aires – Barracas Central Buenos Aires 3:1                               |
| 31 lipca 1921 | Racing Club de Avellaneda – San Isidro Buenos Aires 3:2 Zabaleta (3) – Annunzziata (2) |
| 31 lipca 1921 | Gimnasia y Esgrima La Plata – Defensores de Belgrano Buenos Aires 2:0                  |
| 31 lipca 1921 | CA Estudiantes – General Mitre Buenos Aires 2:1 mecz anulowano                         |
| 31 lipca 1921 | CA Tigre – Independiente 2:4 Castro, Boide k – Orsi (2), Canaveri, Ferro k             |
| 31 lipca 1921 | Ferro Carril Oeste – Club Atlético Lanús 0:3 Danielli (2), Bienatti                    |

### Kolejka 22
| Data            | Mecz                                                                             |
| --------------- | -------------------------------------------------------------------------------- |
| 7 sierpnia 1921 | CA Banfield – Sportivo Almagro Buenos Aires 0:0                                  |
| 7 sierpnia 1921 | Defensores de Belgrano Buenos Aires – Ferro Carril Oeste 0:0                     |
| 7 sierpnia 1921 | San Lorenzo de Almagro – Club Atlético Lanús 2:0 Larmeu, Calvo                   |
| 7 sierpnia 1921 | Estudiantil Porteño Buenos Aires – General Mitre Buenos Aires 0:1 mecz anulowano |
| 7 sierpnia 1921 | River Plate – Sportivo Buenos Aires 1:0 Liciardi                                 |
| 7 sierpnia 1921 | CA Vélez Sarsfield – Gimnasia y Esgrima La Plata 3:3                             |
| 7 sierpnia 1921 | Quilmes Athletic Buenos Aires – Barracas Central Buenos Aires 2:0                |
| 7 sierpnia 1921 | CA Estudiantes – CA Tigre 0:0                                                    |
| 7 sierpnia 1921 | Racing Club de Avellaneda – CA Platense 1:0 Perinetti                            |

### Kolejka 23
| Data             | Mecz                                                                   |
| ---------------- | ---------------------------------------------------------------------- |
| 14 sierpnia 1921 | CA Banfield – Ferro Carril Oeste 1:0                                   |
| 14 sierpnia 1921 | San Lorenzo de Almagro – CA Vélez Sarsfield 1:0                        |
| 14 sierpnia 1921 | Atlanta Buenos Aires – CA Estudiantes 2:1                              |
| 14 sierpnia 1921 | River Plate – CA Platense 1:0 Cándido García                           |
| 14 sierpnia 1921 | Independiente – Gimnasia y Esgrima La Plata 1:2 Tubio – Bachi, Caldera |
| 14 sierpnia 1921 | Club Atlético Lanús – Racing Club de Avellaneda 0:1 Salustio s         |
| 14 sierpnia 1921 | Defensores de Belgrano Buenos Aires – Sportivo Buenos Aires 0:0        |

### Kolejka 24
| Data             | Mecz                       |
| ---------------- | -------------------------- |
| 15 sierpnia 1921 | CA Banfield – CA Tigre 3:1 |

### Kolejka 25
| Data             | Mecz                                                                                       |
| ---------------- | ------------------------------------------------------------------------------------------ |
| 21 sierpnia 1921 | Racing Club de Avellaneda – Independiente 1:0 Zabaleta                                     |
| 21 sierpnia 1921 | San Lorenzo de Almagro – Defensores de Belgrano Buenos Aires 2:1 Calvo, Larmeu – Giulidoni |
| 21 sierpnia 1921 | Ferro Carril Oeste – San Isidro Buenos Aires 1:1                                           |
| 21 sierpnia 1921 | Barracas Central Buenos Aires – CA Platense 1:0                                            |
| 21 sierpnia 1921 | Atlanta Buenos Aires – River Plate 0:3 Alzúa, Lucarelli, Liciardi                          |
| 21 sierpnia 1921 | CA Tigre – Quilmes Athletic Buenos Aires 3:1                                               |
| 21 sierpnia 1921 | Estudiantil Porteño Buenos Aires – Club Atlético Lanús 3:0 Hiller (2), Gianella            |
| 21 sierpnia 1921 | Sportivo Almagro Buenos Aires – CA Estudiantes 2:1                                         |
| 21 sierpnia 1921 | Sportivo Buenos Aires – CA Vélez Sarsfield 0:2                                             |
| 21 sierpnia 1921 | CA Banfield – Gimnasia y Esgrima La Plata 3:2                                              |

### Kolejka 26
| Data             | Mecz                                                                          |
| ---------------- | ----------------------------------------------------------------------------- |
| 28 sierpnia 1921 | Racing Club de Avellaneda – CA Vélez Sarsfield 2:0 Perinetti, Hospital        |
| 28 sierpnia 1921 | CA Platense – Sportivo Buenos Aires 0:0                                       |
| 28 sierpnia 1921 | CA Estudiantes – Independiente 1:1 Isusi s – Seoane                           |
| 28 sierpnia 1921 | Gimnasia y Esgrima La Plata – Sportivo Almagro Buenos Aires 1:0               |
| 28 sierpnia 1921 | River Plate – San Isidro Buenos Aires 2:0                                     |
| 28 sierpnia 1921 | Barracas Central Buenos Aires – Club Atlético Lanús 1:2 Fortunato – Raggi (2) |
| 28 sierpnia 1921 | CA Tigre – Defensores de Belgrano Buenos Aires 1:2                            |
| 28 sierpnia 1921 | Quilmes Athletic Buenos Aires – Ferro Carril Oeste 4:1                        |
| 28 sierpnia 1921 | Atlanta Buenos Aires – Estudiantil Porteño Buenos Aires 2:1                   |

### Kolejka 27
| Data             | Mecz                                                                                     |
| ---------------- | ---------------------------------------------------------------------------------------- |
| 30 sierpnia 1921 | Independiente – CA Tigre 2:2 Ronzoni, Ferro k – Suria, Fernández s                       |
| 30 sierpnia 1921 | San Isidro Buenos Aires – Racing Club de Avellaneda 0:4 Comaschi, Zabaleta (2), Hospital |
| 30 sierpnia 1921 | Quilmes Athletic Buenos Aires – River Plate 0:1 Echenique                                |
| 30 sierpnia 1921 | Sportivo Buenos Aires – Sportivo Almagro Buenos Aires 2:2                                |
| 30 sierpnia 1921 | CA Estudiantes – General Mitre Buenos Aires 2:0 mecz anulowano                           |
| 30 sierpnia 1921 | CA Banfield – CA Platense 0:4                                                            |
| 30 sierpnia 1921 | Barracas Central Buenos Aires – Atlanta Buenos Aires 1:2                                 |
| 30 sierpnia 1921 | Defensores de Belgrano Buenos Aires – Gimnasia y Esgrima La Plata 2:1                    |
| 30 sierpnia 1921 | Club Atlético Lanús – Ferro Carril Oeste 2:1 Pisa, Raggi – Perutti                       |
| 30 sierpnia 1921 | Estudiantil Porteño Buenos Aires – CA Vélez Sarsfield 3:0                                |

### Kolejka 28
| Data            | Mecz |
| --------------- | --- |
| 4 września 1921 | San Lorenzo de Almagro – Racing Club de Avellaneda 0:1 Olazar mecz przerwany w 82 minucie – nie został dokończony |
| 4 września 1921 | Gimnasia y Esgrima La Plata – Atlanta Buenos Aires 1:2                                                            |
| 4 września 1921 | Quilmes Athletic Buenos Aires – Sportivo Almagro Buenos Aires 2:0                                                 |
| 4 września 1921 | CA Vélez Sarsfield – River Plate 0:3 Lucarelli (2), Alzúa                                                         |
| 4 września 1921 | Independiente – Barracas Central Buenos Aires 0:1 Sormani                                                         |
| 4 września 1921 | CA Banfield – Estudiantil Porteño Buenos Aires 2:0                                                                |
| 4 września 1921 | Defensores de Belgrano Buenos Aires – CA Platense 2:0                                                             |
| 4 września 1921 | Sportivo Buenos Aires – Club Atlético Lanús 2:2 Gaete, Alvarez – Sacarello, Danielli                              |
| 4 września 1921 | CA Tigre – San Isidro Buenos Aires 2:1                                                                            |
| 4 września 1921 | CA Estudiantes – Ferro Carril Oeste 3:1                                                                           |

### Kolejka 29
| Data             | Mecz                                                                              |
| ---------------- | --------------------------------------------------------------------------------- |
| 11 września 1921 | River Plate – Independiente 2:0 Alzúa, Lucarelli k                                |
| 11 września 1921 | Racing Club de Avellaneda – Estudiantil Porteño Buenos Aires 2:0 Olazar, Zabaleta |
| 11 września 1921 | Atlanta Buenos Aires – Defensores de Belgrano Buenos Aires 0:1                    |
| 11 września 1921 | San Isidro Buenos Aires – Sportivo Buenos Aires 2:1                               |
| 11 września 1921 | Club Atlético Lanús – CA Estudiantes 2:0 Raggi (2)                                |
| 11 września 1921 | Quilmes Athletic Buenos Aires – Gimnasia y Esgrima La Plata 0:1                   |
| 11 września 1921 | Sportivo Almagro Buenos Aires – CA Tigre 1:1                                      |
| 11 września 1921 | CA Platense – Ferro Carril Oeste 3:0                                              |
| 11 września 1921 | CA Banfield – CA Vélez Sarsfield 1:2                                              |
| 11 września 1921 | Barracas Central Buenos Aires – San Lorenzo de Almagro 0:0                        |

### Kolejka 30
| Data             | Mecz                                                                                              |
| ---------------- | ------------------------------------------------------------------------------------------------- |
| 18 września 1921 | Gimnasia y Esgrima La Plata – San Isidro Buenos Aires 2:0                                         |
| 18 września 1921 | CA Platense – Racing Club de Avellaneda 1:1 Sinigaglia – Perinetti                                |
| 18 września 1921 | San Lorenzo de Almagro – Atlanta Buenos Aires 1:0                                                 |
| 18 września 1921 | Sportivo Almagro Buenos Aires – River Plate 1:4 ? – Lucarelli (3), Alzúa                          |
| 18 września 1921 | CA Vélez Sarsfield – Ferro Carril Oeste 3:0                                                       |
| 18 września 1921 | Independiente – Estudiantil Porteño Buenos Aires 4:1 Bustince, Tubio (2), Canaveri – Guglielmetti |
| 18 września 1921 | Barracas Central Buenos Aires – Defensores de Belgrano Buenos Aires 0:0                           |
| 18 września 1921 | CA Tigre – Club Atlético Lanús 1:0                                                                |
| 18 września 1921 | Sportivo Buenos Aires – Quilmes Athletic Buenos Aires 1:1                                         |
| 18 września 1921 | CA Banfield – CA Estudiantes 1:0                                                                  |

### Kolejka 31
| Data             | Mecz                                                                           |
| ---------------- | ------------------------------------------------------------------------------ |
| 25 września 1921 | Racing Club de Avellaneda – Gimnasia y Esgrima La Plata 0:0                    |
| 25 września 1921 | Club Atlético Lanús – CA Vélez Sarsfield 1:1 Danielli – Sobrino                |
| 25 września 1921 | Estudiantil Porteño Buenos Aires – San Lorenzo de Almagro 1:1                  |
| 25 września 1921 | Atlanta Buenos Aires – CA Tigre 0:0                                            |
| 25 września 1921 | Sportivo Buenos Aires – CA Banfield 3:2                                        |
| 25 września 1921 | San Isidro Buenos Aires – Defensores de Belgrano Buenos Aires 0:1              |
| 25 września 1921 | CA Platense – Sportivo Almagro Buenos Aires 3:1                                |
| 25 września 1921 | Ferro Carril Oeste – Independiente 2:2 Scurzoni, Cabezón k – Gravano, Bustince |
| 25 września 1921 | Quilmes Athletic Buenos Aires – CA Estudiantes 1:1                             |

### Kolejka 32
| Data                | Mecz                                                         |
| ------------------- | ------------------------------------------------------------ |
| 2 października 1921 | CA Platense – San Lorenzo de Almagro 0:0                     |
| 2 października 1921 | Racing Club de Avellaneda – CA Estudiantes 1:0 Comaschi k    |
| 2 października 1921 | Atlanta Buenos Aires – Independiente 0:2 Fernández, Gravano  |
| 2 października 1921 | Estudiantil Porteño Buenos Aires – Sportivo Buenos Aires 1:1 |
| 2 października 1921 | San Isidro Buenos Aires – CA Banfield 1:0                    |
| 2 października 1921 | Quilmes Athletic Buenos Aires – CA Vélez Sarsfield 1:4       |
| 2 października 1921 | CA Tigre – Barracas Central Buenos Aires 1:1                 |
| 2 października 1921 | Club Atlético Lanús – Sportivo Almagro Buenos Aires 0:0      |
| 2 października 1921 | Ferro Carril Oeste – Defensores de Belgrano Buenos Aires 1:0 |

### Kolejka 33
| Data                 | Mecz                                                                            |
| -------------------- | ------------------------------------------------------------------------------- |
| 16 października 1921 | Gimnasia y Esgrima La Plata – CA Estudiantes 1:2                                |
| 16 października 1921 | Racing Club de Avellaneda – Atlanta Buenos Aires 2:1 Zabaleta (2) – Tarascone k |
| 16 października 1921 | San Isidro Buenos Aires – Independiente 0:0                                     |
| 16 października 1921 | Defensores de Belgrano Buenos Aires – Sportivo Almagro Buenos Aires 2:0         |
| 16 października 1921 | San Lorenzo de Almagro – River Plate 1:2 ? – Lucarelli k, Medone                |
| 16 października 1921 | CA Vélez Sarsfield – CA Tigre 1:1                                               |
| 16 października 1921 | Estudiantil Porteño Buenos Aires – Barracas Central Buenos Aires 1:0            |
| 16 października 1921 | Sportivo Buenos Aires – Ferro Carril Oeste 4:0                                  |
| 16 października 1921 | Club Atlético Lanús – CA Platense 0:1 Duarte                                    |
| 16 października 1921 | Quilmes Athletic Buenos Aires – CA Banfield 1:2                                 |

### Kolejka 34
| Data                 | Mecz                                                                                 |
| -------------------- | ------------------------------------------------------------------------------------ |
| 23 października 1921 | Sportivo Almagro Buenos Aires – Racing Club de Avellaneda 0:1 Comaschi               |
| 23 października 1921 | CA Tigre – San Lorenzo de Almagro 3:2                                                |
| 23 października 1921 | Ferro Carril Oeste – Gimnasia y Esgrima La Plata 1:3                                 |
| 23 października 1921 | Atlanta Buenos Aires – Quilmes Athletic Buenos Aires 3:0                             |
| 23 października 1921 | CA Platense – CA Vélez Sarsfield 2:0                                                 |
| 23 października 1921 | Independiente – Club Atlético Lanús 3:0 Tubio, Seoane, Orsi                          |
| 23 października 1921 | CA Estudiantes – San Isidro Buenos Aires 1:1                                         |
| 23 października 1921 | CA Banfield – Defensores de Belgrano Buenos Aires 2:1                                |
| 23 października 1921 | Sportivo Buenos Aires – Barracas Central Buenos Aires 0:3                            |
| 23 października 1921 | River Plate – Estudiantil Porteño Buenos Aires 3:2 Medone, Ortelli, Lucarelli – ?, ? |

### Kolejka 35
| Data                 | Mecz                                                                                        |
| -------------------- | ------------------------------------------------------------------------------------------- |
| 30 października 1921 | CA Banfield – Racing Club de Avellaneda 1:0 Pambrín k                                       |
| 30 października 1921 | San Isidro Buenos Aires – Barracas Central Buenos Aires 1:0                                 |
| 30 października 1921 | CA Estudiantes – San Lorenzo de Almagro 1:0                                                 |
| 30 października 1921 | CA Vélez Sarsfield – Sportivo Almagro Buenos Aires 0:1                                      |
| 30 października 1921 | Gimnasia y Esgrima La Plata – CA Tigre 2:0                                                  |
| 30 października 1921 | Estudiantil Porteño Buenos Aires – Quilmes Athletic Buenos Aires 1:0                        |
| 30 października 1921 | Defensores de Belgrano Buenos Aires – Club Atlético Lanús 3:1 Caldas, Giulidoni (2) – Raggi |
| 30 października 1921 | Independiente – Sportivo Buenos Aires 2:0 Seoane, Ferro k                                   |
| 30 października 1921 | Ferro Carril Oeste – River Plate 0:4 Alzúa (2), Taramaso, Liciardi                          |

### Kolejka 36
| Data             | Mecz                                                                          |
| ---------------- | ----------------------------------------------------------------------------- |
| 1 listopada 1921 | Defensores de Belgrano Buenos Aires – Racing Club de Avellaneda 0:1 Perinetti |
| 1 listopada 1921 | Independiente – San Lorenzo de Almagro 2:1 Tubio, Seoane – Larmeu             |
| 1 listopada 1921 | River Plate – CA Estudiantes 3:0 Lucarelli (3)                                |
| 1 listopada 1921 | Sportivo Almagro Buenos Aires – CA Banfield 1:3                               |
| 1 listopada 1921 | CA Vélez Sarsfield – San Isidro Buenos Aires 3:1                              |
| 1 listopada 1921 | Atlanta Buenos Aires – Club Atlético Lanús 3:0 Deibe (2), Sixto               |
| 1 listopada 1921 | Sportivo Buenos Aires – Gimnasia y Esgrima La Plata 1:0                       |
| 1 listopada 1921 | Barracas Central Buenos Aires – Quilmes Athletic Buenos Aires 2:0             |
| 1 listopada 1921 | CA Tigre – Ferro Carril Oeste 2:0                                             |

### Kolejka 37
| Data             | Mecz                                                                                         |
| ---------------- | -------------------------------------------------------------------------------------------- |
| 6 listopada 1921 | Racing Club de Avellaneda – Ferro Carril Oeste 4:1 Zabaleta (2), Rey, Perinetti – Lefrancois |
| 6 listopada 1921 | San Lorenzo de Almagro – Sportivo Buenos Aires 0:1                                           |
| 6 listopada 1921 | Club Atlético Lanús – Quilmes Athletic Buenos Aires 2:1 Ducasse, Raggi – Woaerner            |
| 6 listopada 1921 | CA Estudiantes – Atlanta Buenos Aires 1:2                                                    |
| 6 listopada 1921 | CA Vélez Sarsfield – Defensores de Belgrano Buenos Aires 0:1                                 |
| 6 listopada 1921 | CA Tigre – CA Banfield 0:0                                                                   |
| 6 listopada 1921 | Estudiantil Porteño Buenos Aires – San Isidro Buenos Aires 1:1                               |
| 6 listopada 1921 | Barracas Central Buenos Aires – Sportivo Almagro Buenos Aires 1:2                            |

### Kolejka 38
| Data              | Mecz                                                                                         |
| ----------------- | -------------------------------------------------------------------------------------------- |
| 11 listopada 1921 | Racing Club de Avellaneda – Club Atlético Lanús 5:0 Barreto k, Hospital (2), Ohaco, Zabaleta |
| 11 listopada 1921 | San Isidro Buenos Aires – CA Platense 0:0                                                    |
| 11 listopada 1921 | CA Vélez Sarsfield – Barracas Central Buenos Aires 1:0                                       |
| 11 listopada 1921 | Independiente – CA Banfield 1:0 Seoane                                                       |
| 11 listopada 1921 | Sportivo Almagro Buenos Aires – San Lorenzo de Almagro 0:1                                   |
| 11 listopada 1921 | River Plate – CA Tigre 1:1 Lucarelli – ?                                                     |
| 11 listopada 1921 | Atlanta Buenos Aires – Ferro Carril Oeste 0:0                                                |
| 11 listopada 1921 | Defensores de Belgrano Buenos Aires – Quilmes Athletic Buenos Aires 2:1                      |
| 11 listopada 1921 | CA Estudiantes – Sportivo Buenos Aires 1:0                                                   |

### Kolejka 39
| Data              | Mecz |
| ----------------- | --- |
| 13 listopada 1921 | Sportivo Almagro Buenos Aires – Independiente 0:1 Tubio                                                    |
| 13 listopada 1921 | Club Atlético Lanús – Gimnasia y Esgrima La Plata 1:0                                                      |
| 13 listopada 1921 | CA Platense – CA Estudiantes 1:2                                                                           |
| 13 listopada 1921 | CA Tigre – Sportivo Buenos Aires 3:1                                                                       |
| 13 listopada 1921 | Defensores de Belgrano Buenos Aires – Estudiantil Porteño Buenos Aires walkower dla Defensores de Belgrano |
| 13 listopada 1921 | San Lorenzo de Almagro – Ferro Carril Oeste walkower dla San Lorenzo de Almagro                            |
| 13 listopada 1921 | Barracas Central Buenos Aires – CA Banfield walkower dla Barracas Central                                  |

### Kolejka 40
| Data              | Mecz                                                                                |
| ----------------- | ----------------------------------------------------------------------------------- |
| 20 listopada 1921 | Barracas Central Buenos Aires – Racing Club de Avellaneda 0:2 Ohaco, Zabaleta       |
| 20 listopada 1921 | Sportivo Buenos Aires – River Plate 1:4 ? – Alzúa, Simmons, Lucarelli, Ortelli      |
| 20 listopada 1921 | San Lorenzo de Almagro – Quilmes Athletic Buenos Aires 3:0                          |
| 20 listopada 1921 | Independiente – CA Platense 0:0                                                     |
| 20 listopada 1921 | CA Estudiantes – Defensores de Belgrano Buenos Aires 2:1                            |
| 20 listopada 1921 | Atlanta Buenos Aires – CA Banfield 1:3                                              |
| 20 listopada 1921 | CA Tigre – Estudiantil Porteño Buenos Aires 4:2                                     |
| 20 listopada 1921 | Club Atlético Lanús – San Isidro Buenos Aires 1:2 Danielli k – Obarrio, Annunziatta |
| 20 listopada 1921 | Sportivo Almagro Buenos Aires – Ferro Carril Oeste 1:0                              |

### Kolejka 41
| Data              | Mecz                                                                   |
| ----------------- | ---------------------------------------------------------------------- |
| 27 listopada 1921 | Defensores de Belgrano Buenos Aires – Independiente 0:2 Orsi, Bustince |
| 27 listopada 1921 | Racing Club de Avellaneda – River Plate 3:0 Zabaleta, Perinetti, Rey   |
| 27 listopada 1921 | Club Atlético Lanús – CA Banfield 0:0                                  |
| 27 listopada 1921 | Sportivo Almagro Buenos Aires – San Isidro Buenos Aires 3:1            |
| 27 listopada 1921 | Atlanta Buenos Aires – Sportivo Buenos Aires 1:1                       |
| 27 listopada 1921 | CA Estudiantes – Estudiantil Porteño Buenos Aires 5:2                  |
| 27 listopada 1921 | CA Platense – Quilmes Athletic Buenos Aires 1:8                        |
| 27 listopada 1921 | Ferro Carril Oeste – Barracas Central Buenos Aires 0:4                 |

### Kolejka 42
| Data           | Mecz                                                                 |
| -------------- | -------------------------------------------------------------------- |
| 4 grudnia 1921 | Sportivo Buenos Aires – Racing Club de Avellaneda 0:1 Martín Barceló |
| 4 grudnia 1921 | San Lorenzo de Almagro – Gimnasia y Esgrima La Plata 0:1             |
| 4 grudnia 1921 | CA Vélez Sarsfield – Independiente 1:3 Carreras – Bustince, Orsi (2) |
| 4 grudnia 1921 | Sportivo Almagro Buenos Aires – Atlanta Buenos Aires 1:0             |
| 4 grudnia 1921 | CA Platense – River Plate 2:0                                        |
| 4 grudnia 1921 | CA Estudiantes – Barracas Central Buenos Aires 2:1                   |
| 4 grudnia 1921 | Ferro Carril Oeste – Estudiantil Porteño Buenos Aires 1:2            |

### Kolejka 43
| Data           | Mecz                                                                                                  |
| -------------- | --- |
| 8 grudnia 1921 | Quilmes Athletic Buenos Aires – Racing Club de Avellaneda 1:3 Cabana – Brissotti, Perinetti, Zabaleta |
| 8 grudnia 1921 | Defensores de Belgrano Buenos Aires – Sportivo Buenos Aires 3:0                                       |
| 8 grudnia 1921 | Estudiantil Porteño Buenos Aires – Sportivo Almagro Buenos Aires 1:2                                  |
| 8 grudnia 1921 | Atlanta Buenos Aires – CA Platense 3:2                                                                |
| 8 grudnia 1921 | Club Atlético Lanús – River Plate 1:0                                                                 |
| 8 grudnia 1921 | San Isidro Buenos Aires – San Lorenzo de Almagro 0:3                                                  |
| 8 grudnia 1921 | CA Banfield – Ferro Carril Oeste 3:0                                                                  |
| 8 grudnia 1921 | Gimnasia y Esgrima La Plata – Barracas Central Buenos Aires 2:1                                       |
| 8 grudnia 1921 | CA Tigre – CA Vélez Sarsfield 3:2                                                                     |

### Kolejka 44
| Data            | Mecz                                                               |
| --------------- | ------------------------------------------------------------------ |
| 11 grudnia 1921 | San Isidro Buenos Aires – Atlanta Buenos Aires 3:2                 |
| 11 grudnia 1921 | CA Vélez Sarsfield – CA Estudiantes 2:3                            |
| 11 grudnia 1921 | Independiente – Quilmes Athletic Buenos Aires 3:0                  |
| 11 grudnia 1921 | Gimnasia y Esgrima La Plata – Estudiantil Porteño Buenos Aires 2:0 |
| 11 grudnia 1921 | CA Tigre – CA Platense 3:2                                         |
| 11 grudnia 1921 | Club Atlético Lanús – San Lorenzo de Almagro 0:0                   |

### Kolejka 45
| Data            | Mecz                                                                                  |
| --------------- | ------------------------------------------------------------------------------------- |
| 18 grudnia 1921 | Racing Club de Avellaneda – CA Tigre 0:2 González, Castro                             |
| 18 grudnia 1921 | Defensores de Belgrano Buenos Aires – River Plate 2:3 ?, ? – Alzúa, Liciardi, Ortelli |
| 18 grudnia 1921 | CA Vélez Sarsfield – Atlanta Buenos Aires 1:1                                         |
| 18 grudnia 1921 | CA Banfield – San Lorenzo de Almagro 2:0                                              |
| 18 grudnia 1921 | Quilmes Athletic Buenos Aires – San Isidro Buenos Aires 4:1                           |
| 18 grudnia 1921 | Estudiantil Porteño Buenos Aires – CA Platense 0:2                                    |
| 18 grudnia 1921 | Gimnasia y Esgrima La Plata – Independiente 0:0                                       |

### Kolejka 46
| Data            | Mecz                                                                                             |
| --------------- | ------------------------------------------------------------------------------------------------ |
| 25 grudnia 1921 | CA Vélez Sarsfield – San Lorenzo de Almagro 0:0                                                  |
| 25 grudnia 1921 | CA Tigre – CA Estudiantes 2:0                                                                    |
| 25 grudnia 1921 | River Plate – Barracas Central Buenos Aires 5:1 Alzúa (2), Ortelli, Taramaso, Cándido García – ? |
| 25 grudnia 1921 | Gimnasia y Esgrima La Plata – CA Platense 0:0                                                    |
| 25 grudnia 1921 | Independiente – Quilmes Athletic Buenos Aires walkower dla Independiente                         |

### Kolejka 47
| Data            | Mecz                                                           |
| --------------- | -------------------------------------------------------------- |
| 6 stycznia 1922 | CA Platense – Atlanta Buenos Aires 0:0                         |
| 6 stycznia 1922 | River Plate – Gimnasia y Esgrima La Plata 2:0 Liciardi, Medone |

### Kolejka 48
| Data            | Mecz                                                 |
| --------------- | ---------------------------------------------------- |
| 8 stycznia 1922 | River Plate – CA Banfield 2:0                        |
| 8 stycznia 1922 | Gimnasia y Esgrima La Plata – CA Vélez Sarsfield 2:0 |

### Walkowery przyznane w nieznanym terminie
| Mecz                                                                             |
| -------------------------------------------------------------------------------- |
| Barracas Central Buenos Aires – Ferro Carril Oeste walkower dla Barracas Central |
| Independiente – Ferro Carril Oeste walkower dla Independiente                    |

### Końcowa tabela sezonu 1921 ligi Asociación Amateurs de Football
| Poz | Klub                                | Mecze | Zw | Rem | Por | Pkt | BrZd | BrStr |
| --- | ----------------------------------- | ----- | -- | --- | --- | --- | ---- | ----- |
| 1   | Racing Club de Avellaneda           | 38    | 30 | 6   | 2   | 66  | 73   | 16    |
| 2   | River Plate                         | 38    | 25 | 4   | 9   | 54  | 69   | 30    |
| 3   | Independiente                       | 38    | 22 | 9   | 7   | 53  | 62   | 28    |
| 4   | Gimnasia y Esgrima La Plata         | 38    | 23 | 6   | 9   | 52  | 64   | 39    |
| 5   | Defensores de Belgrano Buenos Aires | 38    | 20 | 8   | 10  | 48  | 42   | 28    |
| 6   | San Lorenzo de Almagro              | 38    | 20 | 7   | 11  | 47  | 47   | 25    |
| 7   | CA Tigre                            | 38    | 15 | 13  | 10  | 43  | 61   | 53    |
| 8   | CA Platense                         | 38    | 16 | 10  | 12  | 42  | 63   | 38    |
| 9   | Atlanta Buenos Aires                | 38    | 17 | 7   | 14  | 41  | 47   | 44    |
| 10  | CA Banfield                         | 38    | 16 | 6   | 16  | 38  | 47   | 43    |
| 11  | Barracas Central Buenos Aires       | 38    | 15 | 7   | 16  | 37  | 47   | 47    |
| 12  | CA Vélez Sarsfield                  | 38    | 13 | 10  | 15  | 36  | 53   | 43    |
| 13  | Sportivo Almagro Buenos Aires       | 38    | 14 | 6   | 18  | 34  | 40   | 54    |
| 14  | CA Estudiantes                      | 38    | 12 | 8   | 18  | 32  | 38   | 57    |
| 15  | Club Atlético Lanús                 | 38    | 10 | 8   | 20  | 28  | 33   | 60    |
| 16  | Sportivo Buenos Aires               | 38    | 8  | 11  | 19  | 27  | 38   | 62    |
| 17  | Quilmes Athletic Buenos Aires       | 38    | 8  | 9   | 21  | 25  | 43   | 65    |
| 18  | Estudiantil Porteño Buenos Aires    | 38    | 9  | 6   | 23  | 24  | 38   | 58    |
| 19  | San Isidro Buenos Aires             | 38    | 8  | 6   | 24  | 22  | 33   | 78    |
| 20  | Ferro Carril Oeste                  | 38    | 2  | 7   | 29  | 11  | 22   | 92    |